# IC 5226
IC 5226 ist eine Balken-Spiralgalaxie vom Hubble-Typ SBc im Sternbild Südlicher Fisch am Südsternhimmel. Sie ist schätzungsweise 259 Millionen Lichtjahre von der Milchstraße entfernt.
Das Objekt wurde am 6. Oktober 1897 von Lewis Swift entdeckt.